# Cidade da Criança (São Bernardo do Campo)
A Cidade da Criança é um parque de diversões brasileiro localizado no centro da cidade de São Bernardo do Campo, na região metropolitana de São Paulo, atrás dos antigos estúdios da Companhia Cinematográfica Vera Cruz. É o primeiro parque temático do Brasil e da América Latina,a tendo sido um empreendimento bastante ousado para a época e que atraiu muitos turistas para o município. Foi aberto em 10 de outubro de 1968.
Era dividida em três áreas temáticas, sendo uma delas totalmente voltada para a Amazônia, contendo uma réplica do Teatro Amazonas, da Ferrovia Madeira-Mamoré e diversas outras figuras características da região. Entre suas atrações mais famosas estavam uma réplica de submarino (com 2,75 milhões de litros de água que é o primeiro equipamento do tipo no Hemisfério Sul e o terceiro parque no geral com essa atração), um avião, o Minhocão (montanha russa), a Casa Maluca, entre outras.
Foi construído, nos anos 50, como estúdio para gravação da telenovela Redenção, da TV Excelsior. Mesmo depois do fim da telenovela, em 1968, as visitas à cidade cenográfica continuaram. Esta também foi a primeira cidade cinematográfica brasileira.
O terreno e área construídos para gravação da novela Redenção foram tombados pelo Conselho Municipal de Patrimônio Histórico e Cultural em 1990.

## Estúdios Vera Cruz
Os Estúdios Vera Cruz ficam ao lado do terreno onde fica a Cidade das Crianças; no início da novela Redenção foi feita uma cidade do interior de São Paulo naquele terreno de 37.742m² que havia sido cedido pela Prefeitura, com uma igreja, delegacia, fórum, prefeitura, estação de trem e algumas casas como pedia o roteiro. Este cenário ainda existe, e esta lá no parque na atual região Redenção.
Após o final das gravações, o terreno voltou para as mãos da Prefeitura e, logo após, o então prefeito Aldino Pinotti realizou uma parceria público-privada para a adição de brinquedos.

## O Fechamento
Depois do auge nos anos 70 e 80, o parque entrou em decadência, sofrendo com a concorrência do Playcenter e do Hopi Hari, chegando a ser reformado em 1970 e tido um período de expansão entre 1971 e 1976. Em 2005 foi fechado pela prefeitura de São Bernardo do Campo por falta de segurança, e falta de manutenção dos equipamentos; a prefeitura da cidade estava com um projeto de fazer do parque um local educativo. Na época do fechamento, vários brinquedos, administrados por terceiros, estavam em mau estado de conservação.[carece de fontes?]
O projeto de transformar a Cidade da Criança em parque educativo sofreu alguns problemas, pois o Tribunal de Contas do Estado de São Paulo rejeitou os recursos gastos provenientes da Secretaria da Educação, tendo em vista que o espaço não foi construído a partir de um projeto pedagógico. Diante disto a prefeitura pretendia lançar uma licitação de concessão para o funcionamento e manutenção do parque.

## Reinauguração
Apesar de todos os problemas mencionados, a reabertura ao público foi marcada para o dia 17 de janeiro de 2010. Nesta primeira etapa, porém, ainda permaneceram fechados o teleférico e o submarino.
O parque foi muito criticado pela imprensa e por visitantes em sua reabertura. Por ter ficado fechado para reformas por cinco anos, o público esperava encontrar um parque completamente novo, o que não se concretizou. No dia da reinauguração, mais de 20 mil visitantes foram surpreendidos com a ausência de atrações: apenas 18 estavam disponíveis. No mesmo dia da inauguração, o simulador foi fechado pois o ar condicionado quebrou.[carece de fontes?]
Com o grande número de críticas, o então prefeito Luiz Marinho viabilizou um projeto de inaugurar novas atrações até o final daquele ano. O projeto, quase concluído segundo a prefeitura da cidade, iria trazer novos brinquedos ao parque até dezembro.
As novas atrações são: Minhocão (mini-montanha russa), 'Splash', elevador, 'Carrossel Ferrari', carrinho de bate-bate, 'Twist', roda-gigante, entre outros.
Em 2017, o parque passou por uma nova reforma, onde foram adicionados nove novos brinquedos, se juntando aos 25 já existentes até então.
Em julho de 2025, o submarino, uma das principais atrações do parque, foi reaberto após ter permanecido fechado por cinco anos.

## Fechamento devido ao Coronavírus
Devido a pandemia de COVID-19 no Brasil, o Prefeito Orlando Morando fechou no dia 21 de março de 2020, a Cidade da Criança e outros parques municipais da cidade e reabriu com medidas de segurança no dia 10 de outubro de 2020.

### "Prefeitura mirim"

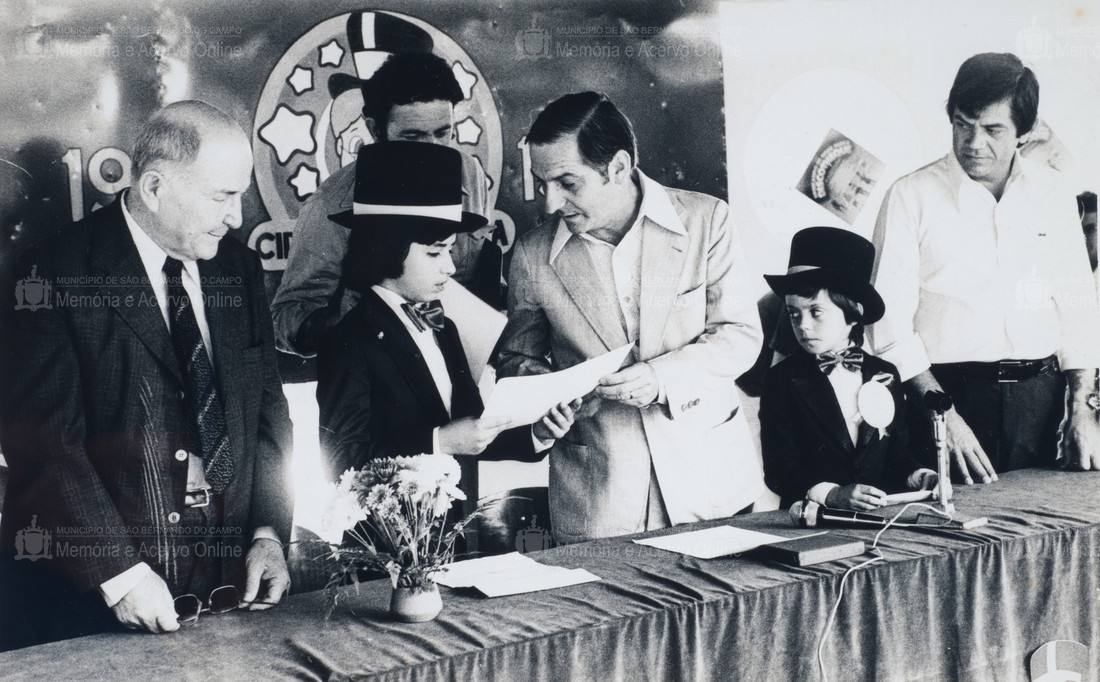
Esq/Dir: Ex-Prefeito Higino de Lima, Paulo P. de Brito (Prefeito Mirin de 1978), Prefeito Tito Costa, Marcelo Tadeu (Prefeito Mirin de 1977) e Vice-Prefeito Mário Ladeia

Em conjunto da Prefeitura de São Bernardo do Campo, são realizadas eleições de "Prefeito Mirim" da Cidade das Crianças. O projeto é feito com alunos do 4º e 5º anos do Ensino Fundamental (de escola pública ou particular) e tem o objetivo de que a criança eleita participe da administração do parque. O mandato é voluntário e tem a duração de um Biênio.

#### Atribuições

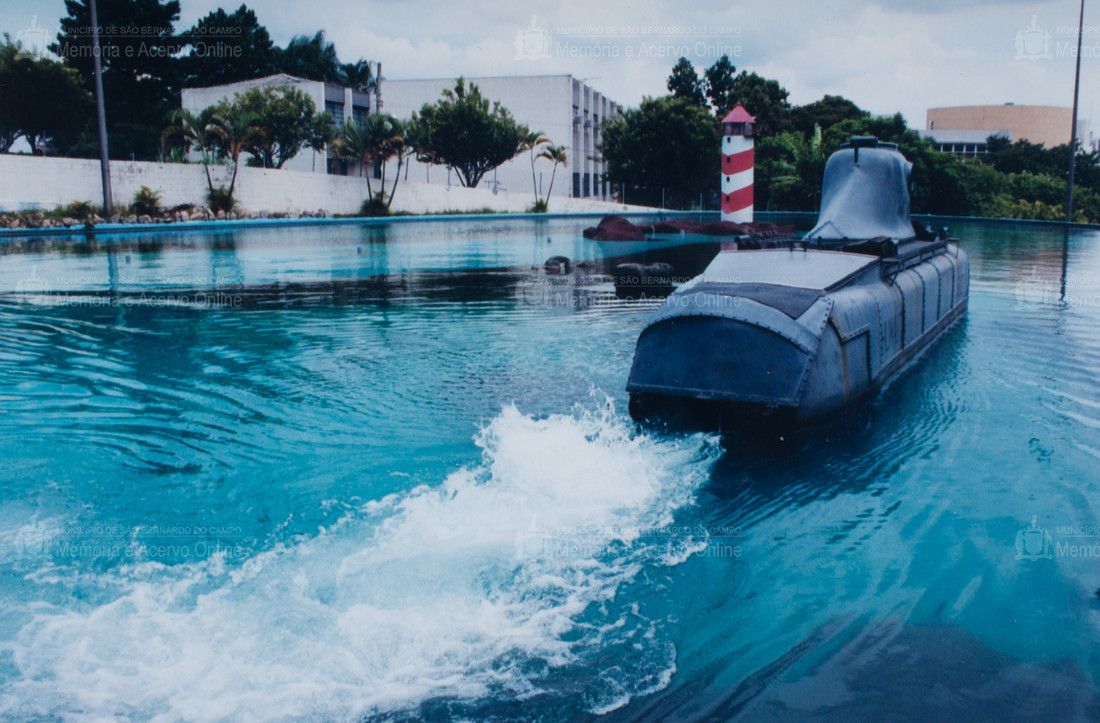
Submarino da Cidade da Criança

As atribuições do prefeito mirim são:
- Conhecer, através do Departamento de Turismo e Eventos de São Bernardo do Campo, ações relevantes relacionadas com a Cidade da Criança;

- Participar de reuniões trimestrais com a equipe do Departamento de Turismo e Eventos de São Bernardo do Campo e apresentar sugestões de moradores e usuários;

- Ler e encaminhar emails de moradores e usuários do parque com proposições, sugestões e reclamações sobre o Parque Cidade da Criança, da forma mais resumida possível, ao Departamento de Turismo e Eventos;

- Ao final do mandato apresentar relatório da experiência vivenciada como Prefeito Mirim da Cidade da Criança.

##### Benefícios
Os benefícios são:
- A possibilidade de convidar cinco amigos por mês para irem ao parque;
- Um email institucional próprio;
- A possibilidade de acompanhar o Departamento de Turismo em eventos relacionados com o parque.

## Incidente
Em 24 de julho de 2019, Ilma Pereira, que estava ao lado de sua filha de seis anos, caiu de 1,5m de altura da montanha russa infantil "Brocumela", que chega numa altura máxima de 5 metros. De acordo com testemunhas, ela teria desmaiado. O Corpo de Bombeiros de São Paulo e o SAMU foram acionados por as 11:10 (BRT). Ela foi encaminhada ao Hospital Mário Covas (Santo André), com entrada as 12:30 (BRT) e a morte foi informada pela instituição por volta das 14:20 (BRT). De acordo com o hospital, Ilma teve politraumatismo craniano. Um laudo do Instituto Médico Legal de Santo André indica que a causa da morte foi traumatismo craniano. Ilma bateu a cabeça três vezes em vigas de sustentação do brinquedo, antes de cair no chão.
Em comunicado, o parque prestou solidariedade para a família da vítima, que "aguarda os laudos periciais e médicos para que o incidente seja completamente esclarecido" e que em "50 anos de história, este é o primeiro incidente registrado na Cidade da Criança."
A polícia investigou se o parque tinha estrutura para emergência e de acordo com o titular do 1º DP de São Bernardo do Campo, até dia 25 de julho de 2019 o parque não havia apresentado um laudo de segurança. A Polícia Civil fez vistoria do brinquedo e a prefeitura de São Bernardo do Campo informou que o parque tinha o Auto de Vistoria do Corpo de Bombeiros para funcionar e o mesmo atende todas as normas de funcionamento. Porém, o parque mantém a montanha russa fora de operação até que as causas do ocorrido sejam concluídas.
Ilma Pereira foi velada dia 26 de julho de 2019. O delegado Alberto José Mesquita Alves, do 1º Distrito Policial de São Bernardo, citou a necessidade de apuração eventual de homicídio culposo.